# Paulin Deslandes
Pour les articles homonymes, voir Deslandes.
Nicolas Théodore Paulin Deslandes (Paris, 29 décembre 1802 - Paris, 25 avril 1866) est un auteur dramatique français.

## Biographie
Chanteur à l'Opéra-Comique où il débute le 3 avril 1832, ses pièces ont été représentées sur les plus grandes scènes parisiennes du XIXe siècle : Théâtre du Vaudeville, Théâtre du Palais-Royal, Théâtre de l'Ambigu etc.
Il est inhumé au cimetière du Père-Lachaise. Le buste en bronze de E. Levêque qui ornait son tombeau a été décapité par des vandales.

## Œuvres
- Étienne et Robert, drame populaire en 1 acte, mêlé de couplets, avec Didier, 1833
- La Modiste et le Lord, comédie-anecdote mêlée de chant, en 2 actes, avec Didier, 1833
- L'École des ivrognes, tableau populaire mêlé de couplets, avec Édouard Didier, 1834
- Le Lycéen, vaudeville en 1 acte, avec Didier, 1835
- Le Vendu, tableau populaire, en 1 acte, mêlé de couplets, avec Didier, 1835
- L'Enfant du faubourg, drame populaire en 3 actes, mêlé de couplets, avec Didier, 1836
- L'Art de ne pas payer son terme, ou Avis aux propriétaires, vaudeville en un acte, avec Didier, 1836
- Théodore, ou Heureux quand même, vaudeville en 1 acte, avec Bayard, 1836
- Un véritable amour, drame en 3 actes, mêlé de chant, avec Didier, 1836
- L'Ange gardien, comédie en 3 actes, mêlée de chant, avec Dupeuty, 1837
- Les Deux Mères, vaudeville en 2 actes, avec Eugène Cormon et Didier, 1837
- Haïdée la pestiférée, ou Femme, Mère et Maîtresse, drame en 3 actes, 1837
- Portier, je veux de tes cheveux !, anecdote historique en 1 acte, avec Théodore Cogniard et Didier, 1837
- A bas les hommes !, vaudeville en 2 actes, avec Cogniard frères et Ernest Jaime, 1838
- Dagobert, ou la Culotte à l'envers, drame historique et drôlatique, en 3 actes et en vers, précédé d'un discours prologue en vers, par de Saint-Georges, de Leuven et Deslandes, avec Adolphe de Leuven et Henri de Saint-Georges, 1839
- Les Travestissemens, opéra-comique en 1 acte, 1839
- Tabarin, comédie en 3 actes mêlée de couplets, avec Dumanoir, 1842
- Les Canuts, comédie en deux actes, mêlée de couplets, avec Antoine-François Varner, 1843
- Le Noctambule, comédie-vaudeville en 1 acte, avec Varner, 1843
- Le Buveur d'eau, tableau populaire en 1 acte, avec Charles Dupeuty, 1848
- Les Deux Anges gardiens, comédie-vaudeville en 1 acte, 1848
- Un et un font un, vaudeville en 1 acte, avec Adrien Decourcelle, 1848
- Mignonne, comédie-vaudeville en 1 acte, 1848
- L'Impertinent, comédie-vaudeville en 2 actes, avec Jean-François-Alfred Bayard, 1849
- Castagnette, vaudeville en 1 acte, 1850
- La Gamine, vaudeville en 1 acte, 1850
- Les Deux Prudhommes, comédie-vaudeville en 1 acte, 1851
- Jeanne, comédie-vaudeville en 3 actes, avec Anicet Bourgeois et Raymond Deslandes, 1851
- La Poissarde, ou les Halles en 1804, drame en 5 actes, avec Ernest Bourget et Dupeuty, 1852
- Où peut-on être mieux ?, vaudeville en 1 acte, avec Charles Potier, 1853
- La Peine du talion, vaudeville en 1 acte, 1853
- Bertrand, c'est Raton, vaudeville en 1 acte, 1854
- Une idée de jeune fille, vaudeville en 1 acte, 1854
- Le Jeu du cœur, vaudeville en 3 actes, 1855
- Un enfant du siècle, pièce en 3 actes, avec Joachim Duflot, 1856
- Le Conscrit de Mont-Rouge, drame en 5 actes, dont 1 prologue, 1857
- Isambart marié, vaudeville en 3 actes, 1857
- La Noce de Tronquette, tableau populaire en 1 acte, 1858
- Vingt ans ou la Vie d'un séducteur, drame-vaudeville en 5 actes, avec Potier, 1858
- Les Chevaliers du pince-nez, comédie vaudeville en 2 actes, avec Eugène Grangé et Lambert-Thiboust, 1859
- Colombe et Pinson, vaudeville en 1 acte, 1860
- Grain-de-sable, vaudeville en 2 actes, 1861
- Ouvrières de qualité avec Louis d'Anthoine, vaudeville en 5 actes, 1863
- La Dernière Grisette, vaudeville en 3 actes, 1863
- Pataud, vaudeville en 1 acte, 1863
- Le Père Gachette, drame en 5 actes, en 8 tableaux, 1867
- Album lyrique composé de romances, rondes et chansonnettes, non daté